# Bésingrand
Bésingrand ist eine französische Gemeinde mit 146 Einwohnern (Stand 1. Januar 2022) im Département Pyrénées-Atlantiques in der Region Nouvelle-Aquitaine (vor 2016: Aquitanien). Die Gemeinde gehört zum Arrondissement Pau und zum Kanton Le Cœur de Béarn (bis 2015: Kanton Lagor).
Der Name in der gascognischen Sprache lautet Vesingran.

## Geographie
Bésingrand liegt ca. 25 km nordwestlich von Pau am linken Ufer des Gave de Pau im Béarn.
Umgeben wird der Ort von den Nachbargemeinden:
|         | Artix                                       |                    |
| Pardies | Kompassrose, die auf Nachbargemeinden zeigt | Labastide-Cézéracq |
|         | Abos                                        |                    |

Bésingrand liegt im Einzugsgebiet des Flusses Adour am linken Ufer des Gave de Pau. Sein linker Nebenfluss, die Juscle, mündet in einen Nebenarm im Ortsgebiet.

## Geschichte
Bésingrand wird 1344 erstmals im Zusammenhang mit der Ortskirche als Sent Jacme de Besingran erwähnt. Weitere Toponyme waren in der Folge Vesii-Gran (1349, Notar von Pardies), Besii-Gran (1385, Zensus von Béarn) und Vesingran (1546, Reformation im Béarn). Auf der Karte von Cassini 1750 ist die Gemeinde als Besingrand eingetragen. Während der Französischen Revolution 1793 wird Bésingrand als Bezingrand geführt, während des Französischen Konsulats acht Jahre später neben Besingrand auch als Bésingrand.
Im Zensus von 1385 wurden 25 Haushalte gezählt und vermerkt, dass das Dorf in der Bailliage von Lagor und Pardies liegt. Paul Raymond, Archivar und Historiker des 19. Jahrhunderts, vermerkte, dass ab 1343 eine Fähre über den Gave bei Bésingrand in Betrieb war. Die Überfahrt wurde von Pilgern auf dem Jakobsweg nach Santiago de Compostela genutzt, um ihren Weg auf dem linken Ufer des Gave fortzusetzen. Bésingrand war somit unvermeidlich eine Etappe des Pilgerwegs. 1431 machten die Bewohner mit dem Fährmann eine Abmachung. Sie arbeiteten bei ihm jedes Jahr für einen Tag oder gaben ihm den entsprechenden Wert in Form von Getreide. Im Gegenzug verpflichtete sich der Fährmann das Holz im Ort zu kaufen, sollte er ein neues Boot benötigen.
Bésingrand besaß eine Lehnsherrschaft, die im 17. Jahrhundert von der Familie Momas ausgeübt wurde und ein Laienkloster, das lehnsabhängig vom Vicomte von Béarn war.
1760 zerstörte ein Hochwasser des Gave die Hälfte des Dorfes, das im Anschluss wieder aufgebaut wurde.

### Einwohnerentwicklung
Nach einem Anstieg der Bevölkerung im 19. Jahrhundert auf etwas über 100 Einwohnern ist die Zahl bis zu den 1960er Jahren auf ungefähr die Hälfte zurückgegangen. Durch die wirtschaftliche Entwicklung der chemischen Industrie hat sich die Einwohnerzahl bis zu den 1990er Jahren mehr als verdoppelt, bevor sie seitdem wieder rückläufig ist.
| Jahr      | 1962 | 1968 | 1975 | 1982 | 1990 | 1999 | 2006 | 2009 | 2022 |
| --------- | ---- | ---- | ---- | ---- | ---- | ---- | ---- | ---- | ---- |
| Einwohner | 54   | 85   | 89   | 93   | 103  | 130  | 127  | 124  | 146  |

## Sehenswürdigkeiten
- Pfarrkirche, gewidmet Jakobus dem Älteren, gebaut nach der Zerstörung der ersten Kirche während des Hochwassers von 1760. Ihre Ausstattung bewegt sich zwischen alter und moderner Kunst. Eine Statue des Schutzpatrons im Chor, oberhalb der Tür zur Sakristei, erinnert an die Wallfahrt nach Santiago de Compostela. Sein Mantel ist mit zwei Pilgermuscheln geschmückt und in seiner Hand trägt er einen Pilgerstab, an der eine Trinkflasche befestigt ist.[9][10]

## Wirtschaft und Infrastruktur
Westlich von Bésingrand erstreckt sich das Industriegebiet von Noguères-Pardies, das in den 1960er Jahren im Zuge der Erdgasförderung bei Lacq entstanden ist. Obwohl die Gemeinde einen verhältnismäßig kleinen Teil seiner Fläche von insgesamt 140 Hektar besitzt, hat es jedoch einen großen Einfluss auf Beschäftigung und Einnahmen der kleinen Gemeinde. Mehrere Unternehmen produzieren Feinchemikalien, wie z. B. Acetylen und Essigsäure. Die baldige Erschöpfung der Gasvorkommen zwingen die Unternehmen allerdings zu einer gewissen Neuausrichtung.
Bésingrand liegt in der Zone AOC des Ossau-Iraty, eines traditionell hergestellten Schnittkäses aus Schafmilch.

### Verkehr
Bésingrand ist über Gemeindestraßen an das Straßennetz der Routes départementales angeschlossen.